# Johann Hermann Schein

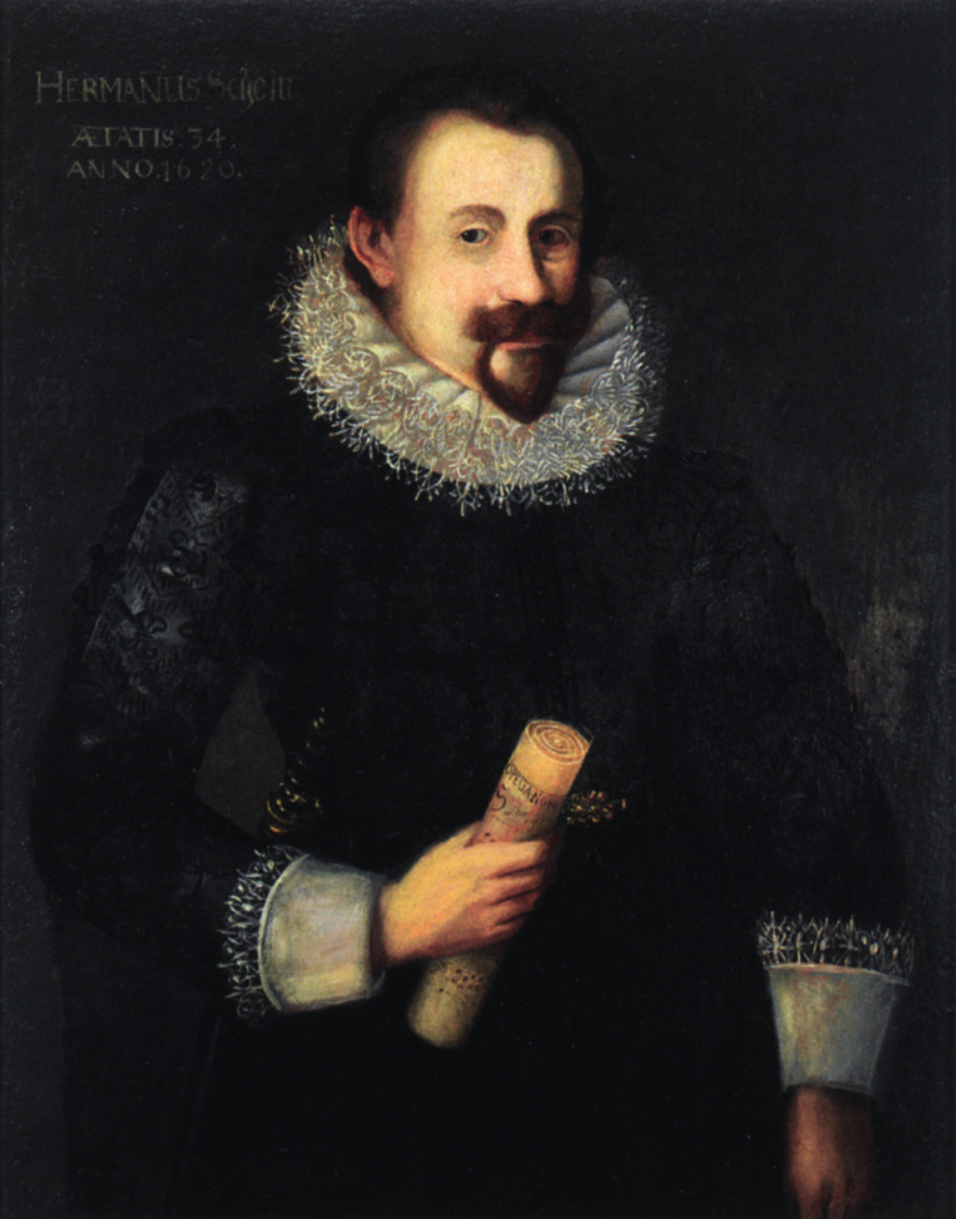
Johann Hermann Schein im Jahre 1620

Johann Hermann Schein (* 20. Januarjul. / 30. Januar 1586greg. in Grünhain; † 19. Novemberjul. / 29. November 1630greg. in Leipzig) war ein deutscher Komponist und Liedtexter des Frühbarocks. Er war von 1616 bis 1630 Thomaskantor.

## Leben

### Erste Ausbildung in Dresden
Johann Hermann Schein wurde als fünftes Kind des aus Dresden stammenden evangelischen Pastors Hieronymus Schein geboren und verlebte die ersten Jahre im erzgebirgischen Grünhain.
Nach dem Tod des Vaters 1593 zog die Mutter mit ihrem Sohn in das Haus ihrer Eltern zurück nach Dresden, weil einerseits das Pfarrhaus für den neuen Seelsorger gebraucht wurde, andererseits sie in der kleinen Stadt ihren Lebensunterhalt kaum sichern konnte. In Dresden konnte Johann Hermann als Alumnus im Knabenchor der Dresdner Hofkapelle unter Rogier Michael, dem Leiter der Kurfürstlichen Kantorei, sein Gesangstalent entwickeln und war bis 1603 Diskantist. Mit dem Stimmbruch wurde Schein zur weiteren Ausbildung in die sächsische Fürstenschule Pforta geschickt, wo er am 18. Mai 1603 aufgenommen wurde. Hier erwarb er sein umfassendes musikalisches Grundwissen, ging jedoch im April 1607 nach Dresden zurück.

### Jurastudium und musikalische Ämter
Schein hatte sich bereits 1603 an der Universität Leipzig als Student eingeschrieben, konnte aber erst 1608 beginnen. Er studierte hier Rechtswissenschaften und Freie Künste und erhielt als ehemaliges Mitglied der Kurfürstlichen Kantorei ein Stipendium. Obwohl er das Jurastudium ernsthaft betrieben hatte und den Abschluss im Jahr 1612 erreichte, richtete sich sein Interesse mehr auf Dichtkunst und Musik, er begann zu komponieren. Im Jahr 1609 veröffentlichte er sein erstes musikalisches Werk unter dem Titel Das Venus Kräntzlein, ein Werk zum weltlichen Musizieren für Chöre mit fünf bis acht Stimmen und mit Instrumentalstücken.
Schein wurde 1613 Musiklehrer bei Gottfried von Wolffersdorf, den er in der Fürstenschule kennengelernt hatte, in Weißenfels, danach bekam er eine Stelle als Hausmusikdirektor. Das Komponieren hatte er aber nicht aufgegeben, so dass 1614 das lateinisch-deutsche Motettenwerk Cymbalum Sionium erschien, eine reine Kirchenmusik. Im Herbst 1616 wurde Schein zum Nachfolger Sethus Calvisius’ als Thomaskantor der Thomasschule und städtischer Musikdirektor nach Leipzig berufen. Die Tätigkeit als Kantor und Musikdirektor der Thomasschule mit Auftritten in der Nikolaikirche und Thomaskirche, darüber hinaus Begleitung von Hochzeiten, Taufen, Beerdigungen und Veranstaltungen des Stadtrats, setzten ihm gesundheitlich stark zu.

### Familiengründung
In Weimar heiratete er Sidonia, Tochter des Kurfürstlich-Sächsischen Rentsekretarius Eusebius Hösel. Drei Töchter starben in den ersten Lebensjahren, Sidonia starb 1624 bei der Geburt der dritten Tochter; nur die beiden Söhne überlebten den Vater.
1625 heiratete er Elisabeth von der Perre, Tochter des Kunstmalers Johann von der Perre. Von den aus dieser Ehe hervorgegangenen fünf Kindern verstarben vier im Säuglingsalter. In Scheins Cantional aus dem Jahre 1629 finden sich – die zweite Ausgabe dieser Sammlung von 1645 eingeschlossen – 58 von ihm komponierte, teils auch von ihm gedichtete Trauergesänge, darunter zum Begräbnis seiner ersten Frau und für sieben seiner Kinder.
Er selbst kränkelte oft. Trotz eines Lungenleidens und eines Nierensteinleidens arbeitete er weiter als Schullehrer, Chorleiter, Organist und Komponist. Zwei Kuren in Karlsbad brachten ihm keine Linderung. Noch nicht 45-jährig starb er. Anlässlich von Scheins Beerdigung komponierte Heinrich Schütz den Grabgesang Das ist je gewißlich wahr.

In seiner Geburtsstadt wurde Schein begraben, in der dortigen St.-Nicolai-Kirche befinden sich in der Altarnische ein Porträt von ihm und eine Gedenktafel aus dem Jahr 1897. Vor der Kirche erinnert ein Gedenkobelisk an den berühmten Sohn des Ortes.

## Werk

### Historische Einordnung
Er ist in der Reihe der „drei großen Sch“ neben Samuel Scheidt (in Halle) und Heinrich Schütz (in Dresden) einzuordnen, mit dem ihn eine lebenslange Freundschaft verband. Von Mitteldeutschland aus wirkten diese drei Komponisten (die in den aufeinanderfolgenden Jahren 1585, 1586 und 1587 geboren wurden) wesentlich auf die Musik ihrer Zeit.
Scheins Cantional (1629) ist eines der wichtigsten Gesangbücher. In seiner Leipziger Kirchenmusik bemerkenswert ist die beginnende Entwicklung der Kantate durch selbstständige Verwendung von Instrumenten. Hauptwerke sind das Cymbalum Sionium (Motettensammlung, 1615), die geistlichen Konzerte der Opella nova (1618 und 1626), seine geistlichen Madrigale Israelsbrünnlein (1623), die in Verwandtschaft und zu Unrecht im Schatten der Geistlichen Chormusik von Schütz stehen, sowie die weltlichen Waldliederlein und Venus Kräntzlein. Schein gilt als einer der Mitbegründer des weltlichen deutschen Liedes.

### Zeitgenössische Rezeption
In musikalischen Kreisen seiner näheren Umgebung genoss Schein hohes Ansehen. Die Verbundenheit mit seiner Geburtsstadt und ihren Einwohnern veranlasste ihn zu Kompositionen über das Leben der Bergleute und im Kloster. Die persönlichen Schicksalsschläge führten zu umfangreichen Sterbeliedern. Er wurde als Thomaskantor und Musikdichter gefeiert. Gottfried Vopelius übernahm 98 seiner Kantionalsätze in das Neu Leipziger Gesangbuch. Zu Heinrich Schütz, dem Dresdner Hofkapellmeister, unterhielt er ein freundschaftliches Verhältnis. Aber erst die nachfolgende Generation mit Komponisten wie Heinrich Albert wusste seine Bedeutung voll zu würdigen.

### Werke (Auswahl)
- Lied Machs mit mir Gott nach deiner Güt; insgesamt sind 77 Choralmelodien von Schein überliefert[2]
- 1609: Venus-Kräntzlein, Wittenberg
- 1615: Cymbalum Sionium, Leipzig
  - darin Motetten Verbum caro factum est, O Domine, Jesu Christe, Ist nicht Ephraim mein teurer Sohn und andere
- 1618: Opella nova. Erster (-ander) Theil Geistlicher Concerten. 2 Tle. Leipzig; ein zweiter Teil erschien 1626
  - darin Vom Himmel hoch, Gelobet seist du, Jesu Christ und andere lutherische Choralbearbeitungen
- 1621: Musica boscareccia, Wald-Liederlein. Leipzig
- 1623: Fontana d’Israel. Israelis Brünnlein. Leipzig (Sammlung von 26 geistlichen Madrigalen, darunter ist das Madrigal Die mit Tränen säen berühmt für seine chromatische Radikalität)
- Diletti pastorali deutsche Madrigale

Werkausgaben
- 1617: Banchetto musicale (Bankett- und Tafelmusiken)
- 1621, 1626, 1628: Musica Boscareccia oder Waldliederlein mit Liebesliedern, Trinkliedern (drei Teile)
- 1623: Israels Brünnlein (Geistliche Madrigale für fünfstimmigen gemischten Chor)
- 1627/1645: Cantional oder Gesangbuch Augsburgischer Konfession[2], kirchliches Gesangbuch (286 deutsche und lateinische Gesänge)